# Wimbledon (película)
Wimbledon es una película anglo-franco-estadounidense de comedia romántica, protagonizada por Paul Bettany y Kirsten Dunst, la cual transcurre en el famoso torneo de Wimbledon. Fue dirigida por Richard Loncraine y estrenada en 2004.

## Argumento
Peter es un deportista inglés que ocupa el puesto de 119 en el ranking de tenis. Se presenta al torneo de Wimbledon con escasas expectativas.
Pero allí conoce a la tenista estadounidense Lizzie y se enamora de ella. Peter se supera a sí mismo en la pista y su destreza y una racha de buena suerte le catapultan de una ronda a la siguiente, poniéndole al alcance su viejo sueño de ganar el título en la categoría masculina.

## Trama
En esta película, Bettany es el fracasado tenista inglés Peter Colt, quien está a punto de comenzar su último Wimbledon antes de retirarse del tenis.
A pesar de que ahora está en el número 119 de la clasificación mundial, Peter había conseguido ser el número 11 unos años atrás. Ahora, tiene una última oportunidad de retirarse con la cabeza alta gracias a Lizzie Bradbury, una pícara tenista estadounidense que también compite en el torneo, con la diferencia de que es su primera vez en Wimbledon. Al llegar a su hotel, Peter recibe una llave equivocada y entra sin saberlo en la habitación de Lizzie, quien en ese momento se está duchando. Así, sin rodeos, los dos comienzan una relación que les servirá en el difícil torneo al que se enfrentan. Poco a poco, Peter comienza a jugar mejor y a ganar a todos sus contrincantes, y en realidad su habilidad y destreza no se basa en un duro entrenamiento sino en su amor hacia Lizzie.

## Personajes principales
Peter Colt: (Paul Bettany) es un jugador de tenis británico que nunca consiguió realizar su sueño, llegar a la cumbre y ser una gran estrella internacional. Alcanzó el puesto undécimo de la clasificación mundial, pero el veterano profesional empezó a perder la confianza en sí mismo y bajó hasta quedarse en el puesto 119. Está a punto de retirarse cuando el destino le da un comodín: podrá participar en el torneo de Wimbledon por última vez. Dicho sea de paso, también será su último torneo. Peter Colt está a punto de dejar el tenis profesional y de irse a trabajar a uno de esos clubes donde un montón de mujeres maduras dan clases de tenis entre limpiezas de cutis y cócteles.
Lizzie Bradbury: la estadounidense Lizzie Bradbury (Kirsten Dunst) es la joven estrella, la nueva chica mala de las pistas internacionales que pisa Wimbledon por primera vez. Concentrada, decidida, controlada y entrenada al máximo por Dennis (Sam Neill), su padre y entrenador, Lizzie no permite que nada se interponga en su camino, ni una equivocación de un juez de línea, ni una pelota inesperada y menos aún un romance sin importancia con otro campeón en alza, el estadounidense Jake Hammond (Austin Nichols). El futuro de Lizzie ya está escrito: será la mejor tenista del mundo, una campeona del Grand Slam. No tiene más sueño que ese, y ganar Wimbledon sería el comienzo ideal. Lizzie, en el transcurso del tiempo, descubre que su inclinación por aventuras cortas con compañeros de torneo quizá haya tocado a su fin. Ha pasado lo inimaginable, se está enamorando de un británico perdedor con corazón de campeón. Solo hace falta que la suerte de Peter (y la de ella) aguante un poco.

## Reparto
- Paul Bettany como Peter Colt.
- Kirsten Dunst como Lizzie Bradbury.
- Sam Neill como Dennis Bradbury.
- Jon Favreau como Ron Roth.
- Robert Lindsay como Ian Frazier.
- Celia Imrie como Sra. Kenwood
- Penny Ryder como Sra. Littlejohn
- Annabel Leventon como Sra. Rossdale
- James McAvoy como Carl Colt.
- Bernard Hill como Edward Colt.
- Eleanor Bron como Augusta Colt.
- Barry Jackson como Danny Oldham.
- Nikolaj Coster-Waldau como Dieter Prohl.
- Austin Nichols como Jake Hammond